# ジュリー・ビリヤール
ジュリー・ビリヤール（Julie Billiart、1751年7月12日-1816年4月8日）はフランスのカトリック教会の修道女、聖人、ナミュール=ノートルダム修道女会創立者。

## 生涯
ジュリーはパリ近郊の村、クヴィリーの裕福な大地主の6番目の子として生まれたが両親は雑貨品を扱う店を営んでいた。ビリヤール家は敬虔なカトリック信者でありジュリーは聖書の話、聖人伝等の教会の教えに親しんだ。彼女を信仰に目覚めさせたのはクビリーの教会に赴任した助任司祭で後に主任司祭となるダンジクールである。ジュリーは他の信者と共にダンジクールの指導を受け、敬虔な信者に成長した。
だが彼女に不幸が襲った。1767年、両親の店に泥棒が入り閉店に追い込まれる被害に遭い、先祖からの土地を手放すこと余儀無くされ、1774年、父が襲撃され幸い怪我は無かったがジュリーはその事件のショックで全身麻痺に襲われ、1787年、伝染病感染を疑われ荒治療を受け更に悪化させ、寝たきりとなった。しかし彼女はそれにも係わらず子供らに信仰を教えたりした。
1789年7月14日、フランス革命が勃発しカトリック教会の活動が制限され、ダンジクールら一部の司祭は宣誓を拒否し亡命したがジュリーは信者の世話を受けながら転居を繰り返し命さながら革命政府から逃れた。その間、父が1792年に死去、コンピエーニュのカルメル会修道女16名が処刑される知らせを聞き悲しんだか祈り続けた。
ある日、ビリヤールは十字架のイエスに集う修道女らの幻を見て「あなたは十字架の下で修道会を創るだろう」と告げられる。彼女は当惑したが神の掲示であると確信した。
1794年、テルミドールのクーデターでロベスピエールらジャコバン派の逮捕・処刑で恐怖政治が終焉したが教会の活動は制限されたままであった。ビリヤールはアミアンで教会の知人の紹介によりブラン子爵の令嬢、フランソワーズ・ブラン・デュ・ブルドンと出会う。フランソワーズはビリヤール生涯の友となる。
度重なる迫害に耐えてビリヤールは1803年、フランソワーズ、トマ神父と共にノートルダム修道女会を設立した。1801年、フランス皇帝ナポレオン1世がローマ教皇ピウス7世と協定を結びカトリック教会が再開して2年のことだった。ビリヤールは寝たきりながら荒廃したフランスのカトリック教会の再建、子供の教育に尽力、そして1804年、23年間寝たきりであった身体が奇跡的に動けるようになり周囲を驚かせ、彼女も奇跡の回復に喜びを覚え人々のために捧げる決心をした。
1806年、学校を開き修道女の数は増え、新しい修道会の形態の幻を見る。それが拠点を置くアミアンの教区と対立し、1809年、ワロン地方（現・ベルギー）のナミュールに修道会を移しそこを本拠地とし、「ナミュール・ノートルダム修道女会」の原型が出来上がった。
1816年4月8日、ビリヤールはナミュールで帰天（死去）。
1906年5月13日、ローマ教皇レオ13世により列福、1969年、ローマ教皇パウロ6世によって列聖された。